# Ernst-Ulrich Brüller
Ernst-Ulrich Brüller (23 de Setembro de 1917 - ) foi um comandante de U-Boot que serviu na Kriegsmarine durante a Segunda Guerra Mundial.